# لو فاين
لو فاين (بالإنجليزية: Lou Fine)‏ هو فنان قصص مصورة ورسام توضيحي أمريكي، ولد في 26 نوفمبر 1914 في نيويورك في الولايات المتحدة، وتوفي في 24 يوليو 1971.

## روابط خارجية
- لو فاين على موقع IMDb (الإنجليزية)